# 장 카스타네다
장-뤼크 카스타네다(프랑스어: Jean-Luc Castaneda, 1957년 3월 20일, 론-알프 지방 생-테티엔 ~)는 프랑스의 전 프로 축구 선수로, 현역 시절 골키퍼로 활동했다. 카스타네다는 고향 생-테티엔의 선수로 프로 무대 신고식을 치렀다. 그는 프랑스 국가대표팀 경기 출전 경험도 있다. 그는 1981년부터 1982년까지 9번의 국가대표팀 경기에 출전했고, 1982년 월드컵에도 참가해, 폴란드와의 3위 결정전에 출전했다. 1989년, 그는 마르세유로 이적해 이듬해인 1990년에 은퇴했다. 은퇴 후, 카스타네다는 이스트르와 마르세유 앙둠을 지도했다.

## 사생활
카스타네다의 부친은 스페인 바르셀로나 출신으로, 청년기 시절 축구 선수로도 활약한 퇴역 군인이었다.